# J. Edward Bromberg

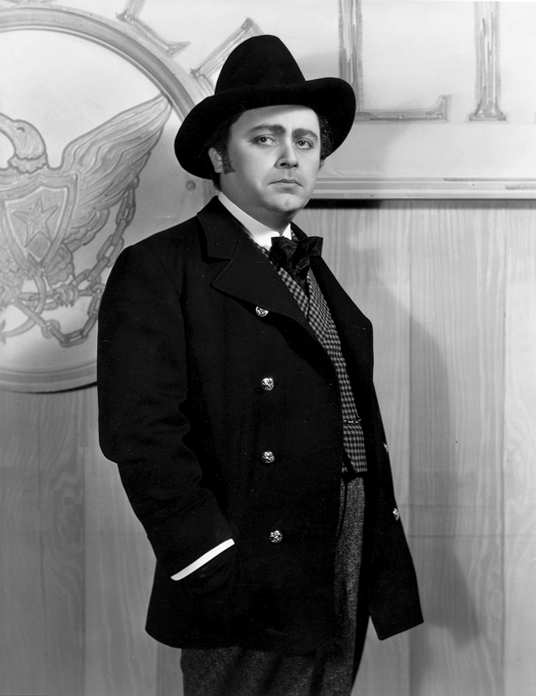
J. Edward Bromberg, 1935

J. Edward Bromberg (* 25. Dezember 1903 als Josef Bromberger in Temesvár, Königreich Ungarn, Österreich-Ungarn (heute Rumänien); † 6. Dezember 1951 in London, England) war ein US-amerikanischer Schauspieler.

## Leben und Karriere

### Karriere
J. Edward Bromberg, geboren als Josef Bromberger im damaligen Österreich-Ungarn als Sohn des Herman Bromberg und der Josephine Roth, wanderte mit seiner jüdischen Familie als Kleinkind in die Vereinigten Staaten aus. Nach dem Besuch der Stuyvesant High School arbeitete er unter anderem als Kleiderverkäufer, Süßigkeitenmacher und Wäschereiangestellter, um sein Schauspielstudium am renommierten Tschechow-Kunsttheater in Moskau zu finanzieren. Sein Schauspieldebüt in den USA erfolgte im November 1926 im Broadway-Stück Princess Turandot. In den folgenden Jahren arbeitete er unter anderem in der Schauspielgruppe von Eva Le Gallienne und zählte zu den Gründungsmitgliedern des Group Theatre. Bis zu seinem Tod spielte er regelmäßig am Broadway bedeutende Charakterrollen. Zu seinen nennenswerten Theaterauftritten zählen Szabuniewicz in der Uraufführung von Franz Werfels Jacobowsky und der Oberst (1944) sowie ein Filmmogul in Clifford Odets’ The Big Knife (1949) unter Regie von Lee Strasberg.

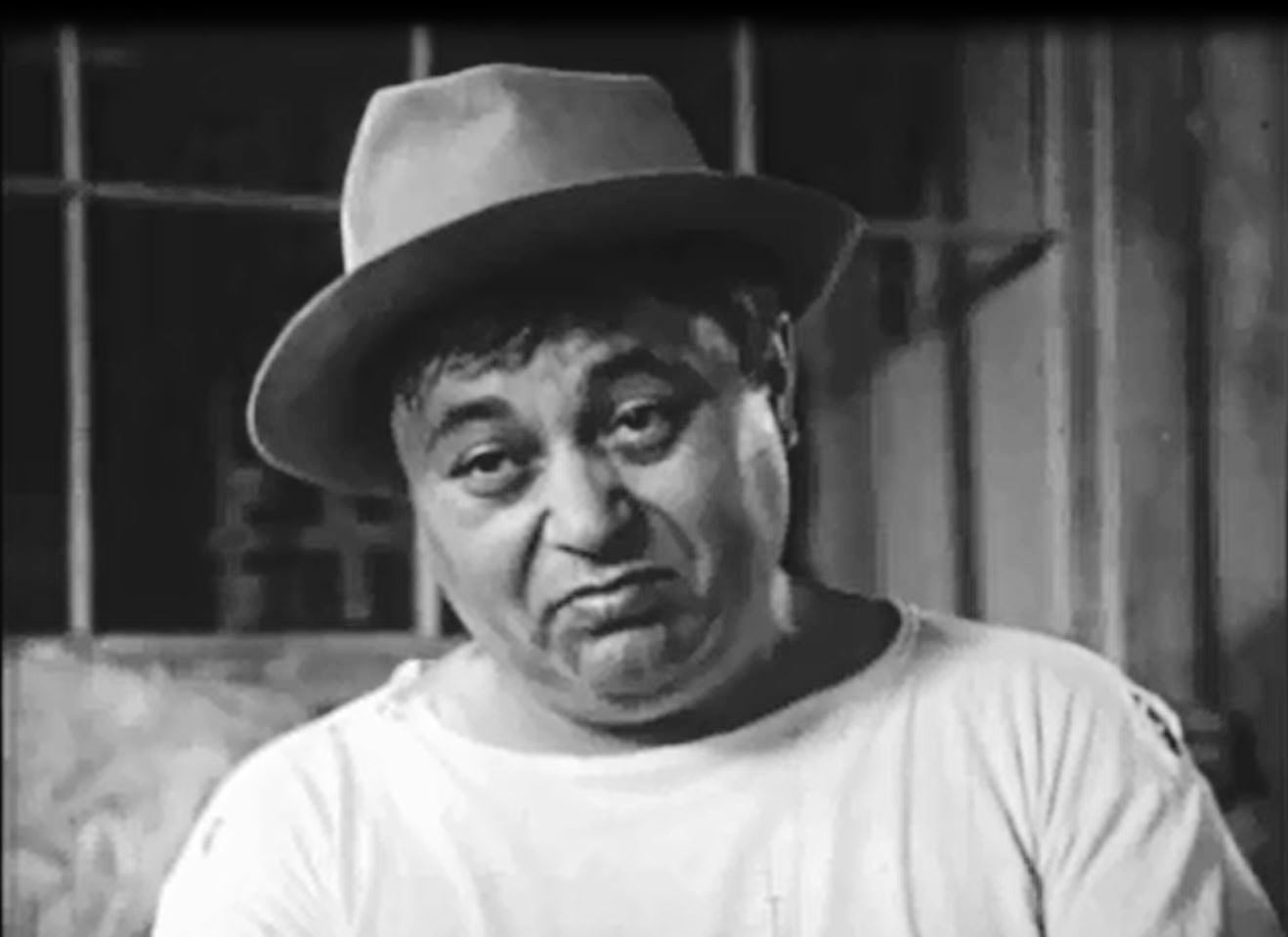
Bromberg in Queen of the Amazons, 1947

Seine kleine, eher korpulente Statur sorgte dafür, dass er schon in jüngeren Jahren häufig Männer mittleren bis fortgeschrittenen Alters verkörperte. Er konnte gleichermaßen finstere Schurken wie auch sympathische Figuren, etwa den besten Freund der Hauptfigur (beispielsweise als Benvolio in einer Broadway-Produktion von Romeo und Julia), spielen. Hollywood wurde auf Bromberg aufmerksam, als er in dem mit dem Pulitzer-Preis ausgezeichneten Stück Men in White von Sidney Kingsley auftrat. Sein Filmdebüt machte er 1936 in Frank Lloyds Abenteuerfilm Unter zwei Flaggen, in welchem er an der Seite von Ronald Colman und Claudette Colbert eine Nebenrolle als Offizier bekleidete. Insgesamt machte er 55 Filmauftritte bis zum Jahre 1950, häufig unter Produktion von 20th Century Fox. Zu seinen bekannteren Filmen zählen ein Privatdetektiv im Western Jesse James, Mann ohne Gesetz (1939) und der Fortsetzung Rache für Jesse James (1940), der Abenteuerstreifen Im Zeichen des Zorro (1940) an der Seite von Tyrone Power sowie Robert Siodmaks Horrorfilm Draculas Sohn (1943), in dem er einen Professor darstellte. Üblicherweise in Nebenrollen eingesetzt, erhielt er im Spionagedrama The Devil Pays Off 1941 die Hauptrolle eines mit den Nazis kollaborierenden Schiffsreeders.
Bromberg arbeitete ebenfalls als Theaterregisseur und Schauspiellehrer. Kurz vor seinem Tod trat er auch im gerade beliebt werdenden Fernsehen als Schauspieler in Erscheinung.

### McCarthy-Ära und Tod
J. Edward Bromberg gilt als bekanntes Beispiel für die Verfolgung von (angeblichen) Kommunisten innerhalb der Filmindustrie im Zuge der McCarthy-Ära. Im Jahr 1950 gab das antikommunistische Magazin Red Channels an, Bromberg sei Mitglied der Kommunistischen Partei der USA. Im folgenden Jahr bezeichnete ihn auch der Regisseur Edward Dmytryk in einer Aussage als Kommunisten. Als Bromberg vor dem Komitee für unamerikanische Umtriebe die Aussage verweigerte, wurde er auf die Schwarze Liste gesetzt und erhielt dadurch in Hollywood keine Engagements mehr. Er zog nach England, um dort als Schauspieler zu arbeiten, starb aber nur wenig später im Alter von nur 47 Jahren an einem Herzinfarkt. Für seinen frühen Tod wird häufig der durch die Verfolgung entstandene Stress verantwortlich gemacht, der seine Gesundheit in den Monaten davor angegriffen hatte. So äußerte sein Schauspielkollege Theodore Bikel, Bromberg sei an „gebrochenem Herzen“ verstorben.
Bromberg hinterließ seine Ehefrau Goldie Doberman, mit der er seit 1927 verheiratet war, und drei Kinder. Die Trauerrede auf seiner Beerdigung auf dem Mount Hebron Cemetery in Flushing, Queens hielt die Schauspielerin Lee Grant, die daraufhin selbst auf die Schwarze Liste geriet. Brombergs Sohn Conrad veröffentlichte 1986 das autobiografische Stück Dream of a Blacklisted Actor über seinen Vater.

## Filmografie (Auswahl)
- 1936: Unter zwei Flaggen (Under Two Flags)
- 1936: Sonnenscheinchen (Stowaway)
- 1937: Im siebenten Himmel (Seventh Heaven)
- 1937: Charlie Chan am Broadway (Charlie Chan on Broadway)
- 1937: Second Honeymoon
- 1938: Vier Mann – ein Schwur (Four Men and a Prayer)
- 1938: Suez
- 1938: Shirley auf Welle 303 (Rebecca of Sunnybrook Farm)
- 1938: Mr. Moto und der Dschungelprinz (Mr. Moto Takes a Chance)
- 1938: Vier Mann - Ein Schwur (Four Men and a Prayer)
- 1939: Jesse James, Mann ohne Gesetz (Jesse James)
- 1939: Damals in Hollywood (Hollywood Calvacade)
- 1940: Rache für Jesse James (The Return of Frank James)
- 1940: Die wunderbare Rettung (Strange Cargo)
- 1940: Im Zeichen des Zorro (The Mark of Zorro)
- 1941: The Devil Pays Off
- 1942: Der unsichtbare Agent (Invisible Agent)
- 1942: Tennessee Johnson
- 1942: Reunion in France
- 1943: Draculas Sohn (Son of Dracula)
- 1943: Lady of Burlesque
- 1943: Phantom der Oper (Phantom of the Opera)
- 1944: Voice in the Wind
- 1946: Im Geheimdienst (Cloak and Dagger)
- 1948: Die tollkühne Rettung der Gangsterbraut Honey Swanson (A Song Is Born)
- 1948: Triumphbogen (Arch of Triumph)
- 1949: Ich erschoß Jesse James (I Shot Jesse James)
- 1950: Hotel der Verlorenen (Guilty Bystander)